# Johanna von Pfirt

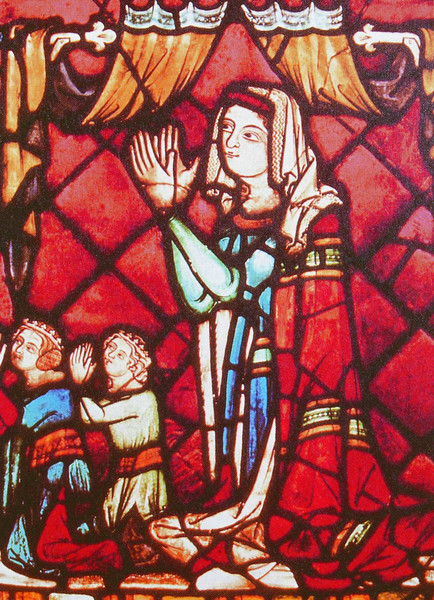
Johanna von Pfirt, Glasmalerei

Johanna von Pfirt (Jeanne de Ferrette) (* 1300 in Basel; † 15. November 1351 in Wien) war Gräfin von Pfirt und durch Heirat  Herzogin von Österreich.
Johanna wurde als älteste Tochter des Grafen Ulrich III. (1281–1324) von Pfirt und seiner Ehefrau Prinzessin Johanna von Mömpelgard (1284–1349), Tochter des Grafen Reinald von Chalon-sur-Saône und Enkelin des Herzogs Hugo von Chalon, geboren.

## Heiratsverhandlungen
Mit dem Tod des letzten Grafen von Pfirt, Ulrich III., im März 1324 in Basel brach in der Geschichte des Elsass eine wichtige Epoche an. Das Erbe, das er seinen beiden Töchtern, Johanna und Ursula, hinterließ, umfasste den Sundgau, die südlichen Vogesen, die Burgunderpforte und den Nordrand des Juras. Auf seinen Vorteil bedacht, reagierte Leopold I. auf die Nachricht vom Tode Ulrichs III. rasch. Er schickte seinen jüngeren, noch unverheirateten Bruder Albrecht zur Witwe, Johanna von Mömpelgard (Jeannette de Montbéliard), damit er um die Hand der ältesten Tochter Johanna anhalte. Die Witwe entschädigte ihre jüngste Tochter Ursula (1315–1367) mit einer stattlichen Summe für den Erbverzicht. Die Verhandlungen verliefen erfolgreich, und am 17. März besiegelte sie in Thann den Vertrag mit Albrecht. So verschaffte er den Habsburgern die einzige kompakte politische Einheit im Elsass.

## Heirat und Nachkommen

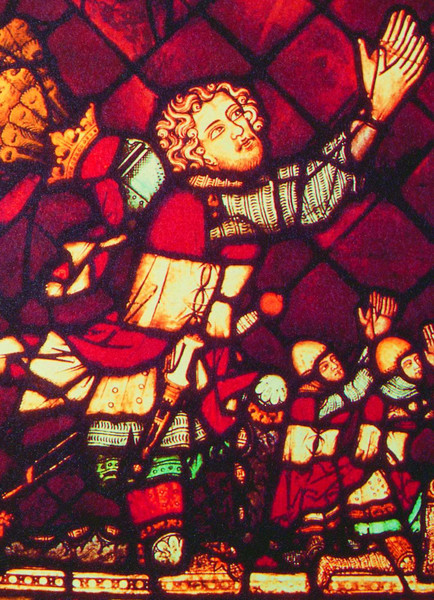
Herzog Albrecht II. von Habsburg, Glasmalerei

Am 26. März 1324 fand in Wien die Hochzeit zwischen Erbgräfin Johanna von Pfirt und Herzog Albrecht II. von Habsburg (1298–1358), Sohn des römisch-deutschen Königs Albrecht I. und seiner Ehefrau Elisabeth von Kärnten, Görz und Tirol, statt. Im Jahr 1330 traten bei Herzog Albrecht Lähmungserscheinungen an Armen und Beinen auf (Polyarthritis). Das war auch deshalb ein Unglück, weil trotz sechsjähriger Ehe Johanna noch nicht schwanger geworden war. 1337 begab sich der Herzog deshalb auf eine Wallfahrt zu den Reliquien der rheinischen Heiligen in Köln und Aachen. Das vom Himmel erbetene Wunder trat ein: Ende 1339 brachte die 39-jährige Herzogin ihr erstes Kind Rudolf zur Welt.
- Rudolf IV. (1339–1365)

⚭ 1353 Katharina von Luxemburg, Tochter König Karls IV.
- Katharina (* 1342; † 10. Jänner 1381[1]), Klarissin im Kloster St. Klara in Wien;[2] beigesetzt in St. Stephan in Wien
- Margarethe (1346–1366)

⚭ 1359 Graf Meinhard III. von Görz und Tirol
⚭ 1364 Markgraf Johann Heinrich von Mähren
- Friedrich III. (1347–1362), Herzog von Österreich
- Albrecht III. (1348–1395), Herzog von Österreich

⚭ 1366 Elisabeth von Luxemburg, Tochter König Karls IV.
⚭ 1375 Beatrix von Nürnberg-Hohenzollern, Tochter des Nürnberger Burggrafen Friedrich V.
- Leopold III. (1351–1386, gefallen), Begründer der leopoldinischen Linie des Hauses Habsburg

⚭ 1365 Viridis Visconti, Tochter von Bernabò Viscontis, dem Stadtherren von Mailand
Weitere fünf Kinder des Ehepaars wurden entweder tot geboren oder starben namenlos kurz nach der Geburt. Beigesetzt wurden alle in der Herzogsgruft im Stephansdom zu Wien.

## Leben

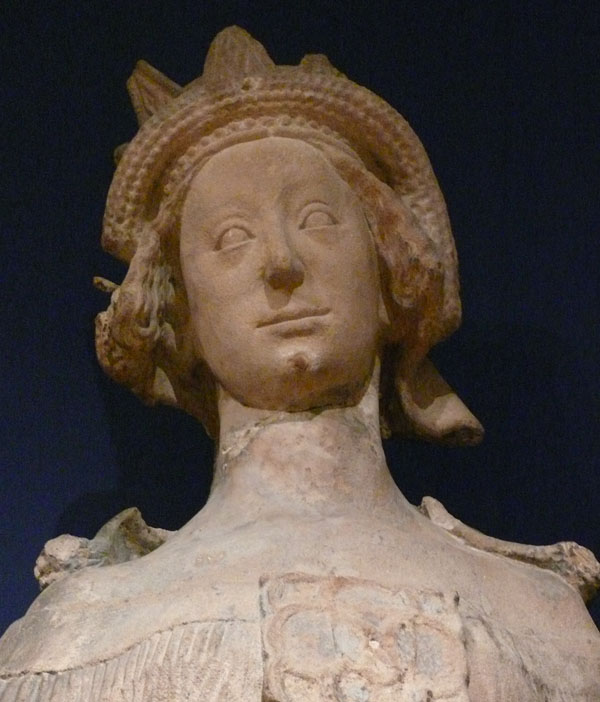
Statue Johannas von Pfirt, ursprünglich am Wiener Stephansdom, heute im Wien Museum

Die Herzogin Johanna galt als klug und umsichtig. Politisch begabt und geschickt, war sie eine vortreffliche Ergänzung zu ihrem Ehemann. Weil ihm das Reisen Schwierigkeiten und Schmerzen bereitete, schickte er sie in diplomatischer Mission. 1336 vermittelte Johanna den Frieden zwischen Habsburg und Luxemburgern, der die Habsburger später in den Besitz der Landstriche bis an die Adria brachte. Auf einem Fürstentag (1347) in der niederösterreichischen Ortschaft Seefeld belehnte König Karl IV. Herzog Albrecht und seine Söhne mit Österreich, der Steiermark, Kärnten, Krain und der Windischen Mark. Da der ebenso lahme wie weise Herzog Albrecht trotz aller Friedensliebe auch Kriege zu führen verstand, wenn es ihm Vorteile versprach, nützte er die nächste Gelegenheit, um über das Patriarchat von Aquileja herzufallen; seine Frau Johanna hatte dort zwar 1335 ein Bündnis vermittelt, um ihrem Mann für seine Kärntner Ambitionen die nötige Rückendeckung zu verschaffen, aber jetzt, da Kärnten, Krain und die Windische Mark erworben waren, benötigte Albrecht den Bundesgenossen nicht mehr. Er nahm dem Patriarchen Chiusa, San Michele, Venzone, Gemona und noch einige andere Ortschaften ab.
Bei der Geburt ihres letzten Sohnes starb die 51-jährige Johanna und wurde in der Gruft der Kirche der Kartause Gaming, die von ihrem Mann 1330 gestiftet worden war, beigesetzt.